# Carlton Cole
Carlton Michael Cole Okirie (Croydon, 12 de outubro de 1983) é um ex-futebolista inglês que atuava como atacante.

## Carreira

### Chelsea
Cole nasceu em Croydon, Londres, e começou sua carreira no Chelsea em 2001.
Fez sua estreia em Abril de 2002 como um substituto de Jimmy Floyd Hasselbaink, em uma vitória por 3-0 contra o Everton. Ele fez seus primeiros gols três semanas mais tarde, marcando pelo Chelsea na vitória sobre o o Middlesbrough no Riverside Stadium. Ele fez mais uma aparições pelo Chelsea na temporada 2001-02, em uma derrota por 3-1 contra Aston Villa, em Maio de 2002.
Cole começou a temporada 2002-03 na primeira equipe do Chelsea, marcando um gol em um 3-2 sobre o Charlton Athletic, após entrar em como um substituto para Zola. Ele sofreu uma fratura em sua perna em agosto, mas retornou para a ação em um empate contra Gillingham pela Copa da Liga Inglesa, em Novembro, marcando gois gols. Claudio Ranieri, o então gerente do Chelsea, descreveu Carlton Cole como sendo o melhor jovem jogador que ele já tinha treinado, dizendo, "Eu nunca treinei um jovem jogador como Carlton. Ele é fantástico, embora não tenha realmente iniciado sua carreira ainda. Ele tem um contrato muito longo e, na minha opinião, um grande futuro no Chelsea."
No entanto, com Eidur Gudjohnsen, Jimmy Floyd Hasselbaink e Gianfranco Zola disponíveis na equipe, Cole tinha oportunidades limitadas e foi emprestado ao Wolverhampton Wanderers, em Novembro de 2002. Após ter feito sete aparições de Lobos, marcando um gol, o seu empréstimo se encerrou e ele retornou ao Chelsea, em janeiro de 2003. Cole fez mais doze partidas pelo Chelsea em 2002, para além dos quatro que ele fez antes de ir para empréstimo ao Wolves. Ele marcou seis gols pelo Chelsea nesta época, incluindo um espetacular, de longa distância, contra o Sunderland, e outro contra Bolton Wanderers, em Abril de 2003, quando o Chelsea estava sendo pressionado por um lugar na UEFA Champions League.
Cole assinou um novo contrato de seis anos com o Chelsea, no Verão de 2003, mas como Adrian Mutu, Gudjohnsen, Hasselbaink e Mikael Forssell também lutavam por um lugar no ataque do Chelsea, foi novamente emprestado, desta vez ao Charlton Athletic, em agosto de 2003, onde ele marcou quatro gols em 21 aparências, ajudando o Charlton a terminar a temporada 2003-04 em sétimo lugar na Premier League.
Apesar do Charlton estar empenhado em manter os serviços da Cole para a temporada 2004-05, ele foi emprestado ao Aston Villa. Esta iniciativa desencadeou uma disputa entre os dois clubes, pois o Charlton esperava o retorno de Carlton Cole ao clube, como parte do pagamento da transferência de Scott Parker do Charlton para Chelsea. O litígio foi resolvido mais tarde, quando os dois clubes chegaram a um acordo. Cole marcou três gols em 27 aparências pelo Aston Villa, incluindo um em sua estreia, na vitória por 2-0 sobre o Southamtpon, em Agosto de 2004, em uma época que foi interrompida por uma lesão do joelho numa partida pelna Inglaterra Sub-21, contra a Holanda Sub-21, em fevereiro de 2005.
Retornou ao Chelsea no Verão de 2005, quando ele atuou na pré-temporada. No entanto, as oportunidades na equipe principal novamente eram limitadas, pela presença de Didier Drogba e Hernán Crespo, e Cole fez apenas 12 aparências para o Chelsea na temporada 2005-06, marcando um gol na FA Cup, contra o Huddersfield Town. Devido a poucas oportunidades no time titular, foi para o West Ham United, desta vez em definitivo, em julho de 2006.

### West Ham United
Cole chegou ao West Ham United em julho de 2006, assinando um contrato de quatro anos. Marcou em sua estreia pelo West Ham United, após entrar no decorrer da partida, para selar uma vitória por 3-1 sobre o Charlton Athletic, em Agosto de 2006. No entanto, em uma época de turbulência no West Ham United, em que o clube só garantiu sua permanência na Premier League na última rodada da temporada, Cole foi incapaz de estabelecer-se na equipe titular, fazendo 23 aparições, 15 das quais como substituto, marcando três gols.
Iniciou a temporada 2008-09 em boa forma, marcando quatro gols nas primeiras oito partidas. Em 26 de outubro de 2008, Cole recebeu o primeiro cartão vermelho de sua carreira, contra o Arsenal em Upton Park, devido a um carrinho violento sobre Alexandre Song.

### Seleção
Atuou, por muitas vezes, pela Inglaterra sub-21, marcando seis gols em 19 aparições, incluindo dois gols na vitória por 3-1 sobre a Ucrânia Sub-21, em Agosto de 2004. Peter Taylor, então técnico da seleção de base, alegou que Cole tinha "o potencial para o esquadrão principal da Inglaterra".
Em Agosto de 2008, Cole recebeu um convite para atuar pela Nigéria, pelas Eliminatórias Africanas para a Copa do Mundo 2010, contra a África do Sul. No entanto, foi relatado mais tarde que Cole era inelegível para atuar pela Nigéria.
Cole recebeu sua primeira convocação para a seleção principal em 11 de Fevereiro de 2009, para um amistoso contra a Espanha. Ele entrou aos 75 minutos de jogo. Atualmente, vem sendo quase sempre convocado por Fabio Capello para a seleção.